# 夏尔·贝玑
夏尔·皮埃尔·贝玑（法語：Charles Pierre Péguy，法語發音：[ʃaʁl pjɛʁ peɡi]；1873年1月7日—1914年9月5日），法国诗人、散文家、编辑，哲学思想受到了社会主义和民族主义的影响。1908年，贝玑皈依天主教。自此，其作品开始受到天主教的强烈影响。第一次世界大战初期，贝玑在第一次马恩河战役中于维勒鲁瓦阵亡。